# هانس نواک
هانس نواک (به آلمانی: Hans Nowak) بازیکن فوتبال و مدافع اهل آلمان است که از سال ۱۹۶۱ میلادی عضو تیم ملی فوتبال آلمان بوده‌است. وی در ۱۵ بازی ملی حضور داشته است و آخرین بازی ملی خود را در سال ۱۹۶۴ میلادی انجام داد. هانس نواک در بازی‌های ملی‌اش گلی به ثمر نرساند.